# Blunt Force Trauma
Blunt Force Trauma es el segundo álbum de Cavalera Conspiracy, la continuación de su álbum debut Inflikted publicado en 2008. El álbum fue lanzado el 29 de marzo de 2011 por el sello Roadrunner Records.

## Listado de canciones
1. "Warlord"
2. "Torture"
3. "Lynch Mob"
4. "Killing Inside"
5. "Thrasher"
6. "I Speak Hate"
7. "Target"
8. "Genghis Khan"
9. "Burn Waco"
10. "Rasputin"
11. "Blunt Force Trauma"

## Intérpretes
- Max Cavalera - Voces, guitarra rítmica
- Igor Cavalera - Batería y percusión
- Marc Rizzo - Guitarra líder y rítmica
- Tony Campos - Bajo